# Marinoische Eiszeit
Die Marinoische Eiszeit war ein Eiszeitalter weltweiter Vereisungen im Cryogenium, das von etwa 650 bis 632,3 ± 5,9 mya andauerte. Namensgebend ist die Ortschaft Marino, ein Vorort von Adelaide in Südaustralien. Die Marinoische Eiszeit war eines von mindestens drei größeren Eiszeitaltern in der Ära des Neoproterozoikums und markierte vor etwa 635 Millionen Jahren das Ende des Cryogeniums. Mehrere geologische Befunde deuten auf eine globale Vereisung des Planeten und gelten als Hinweise auf einen „Schneeball Erde“.
Die Marinoische Eiszeit hatte eine große Auswirkung auf die Entwicklung des Lebens auf der Erde. 

Im Jahre 2009 vorgefundene Spuren von Steroiden wurden jedoch nicht wie anfangs vermutet vielzelligen Tieren (Metazoa) zugeordnet, sondern Pflanzen.
Tierisches Leben ist erst für mindestens 100 Millionen Jahre später belegt.